# Lubjanka

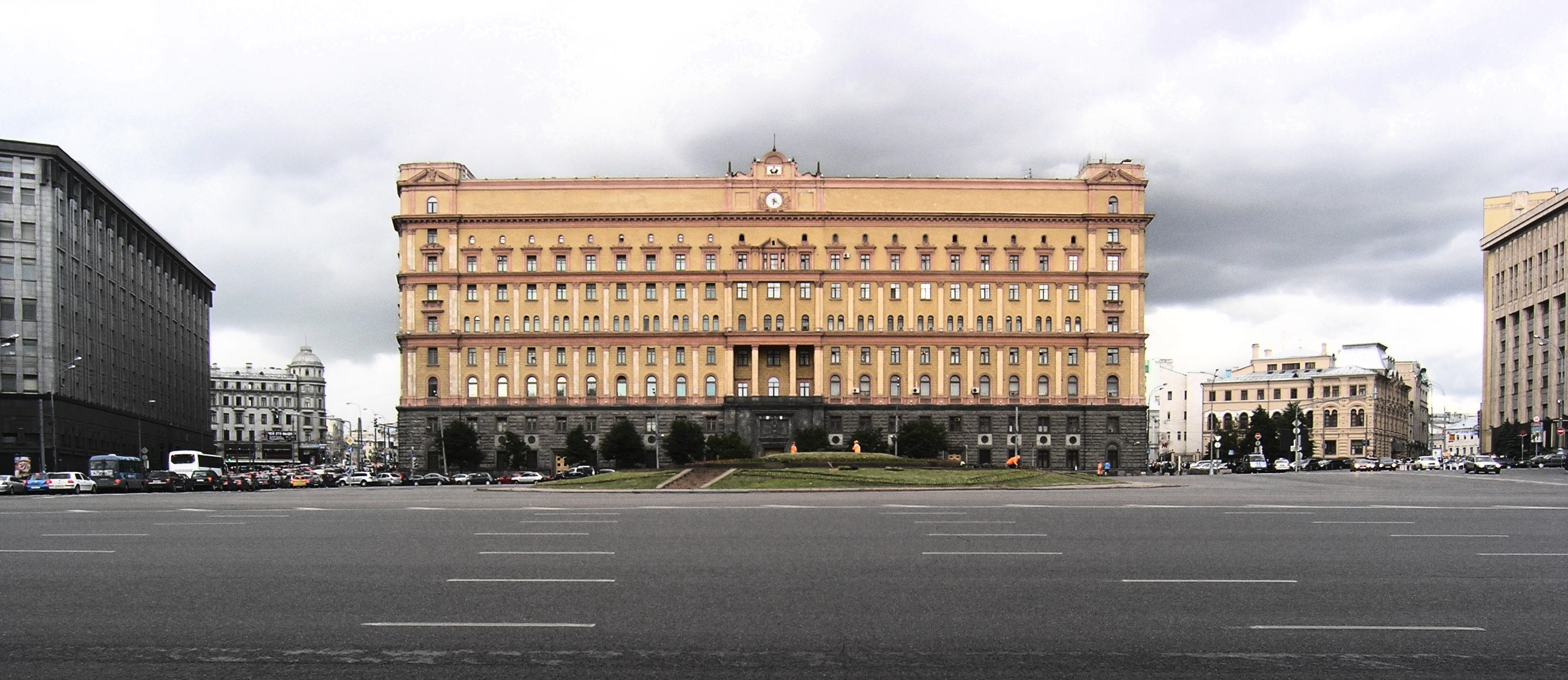
Lage am Platz (2008)

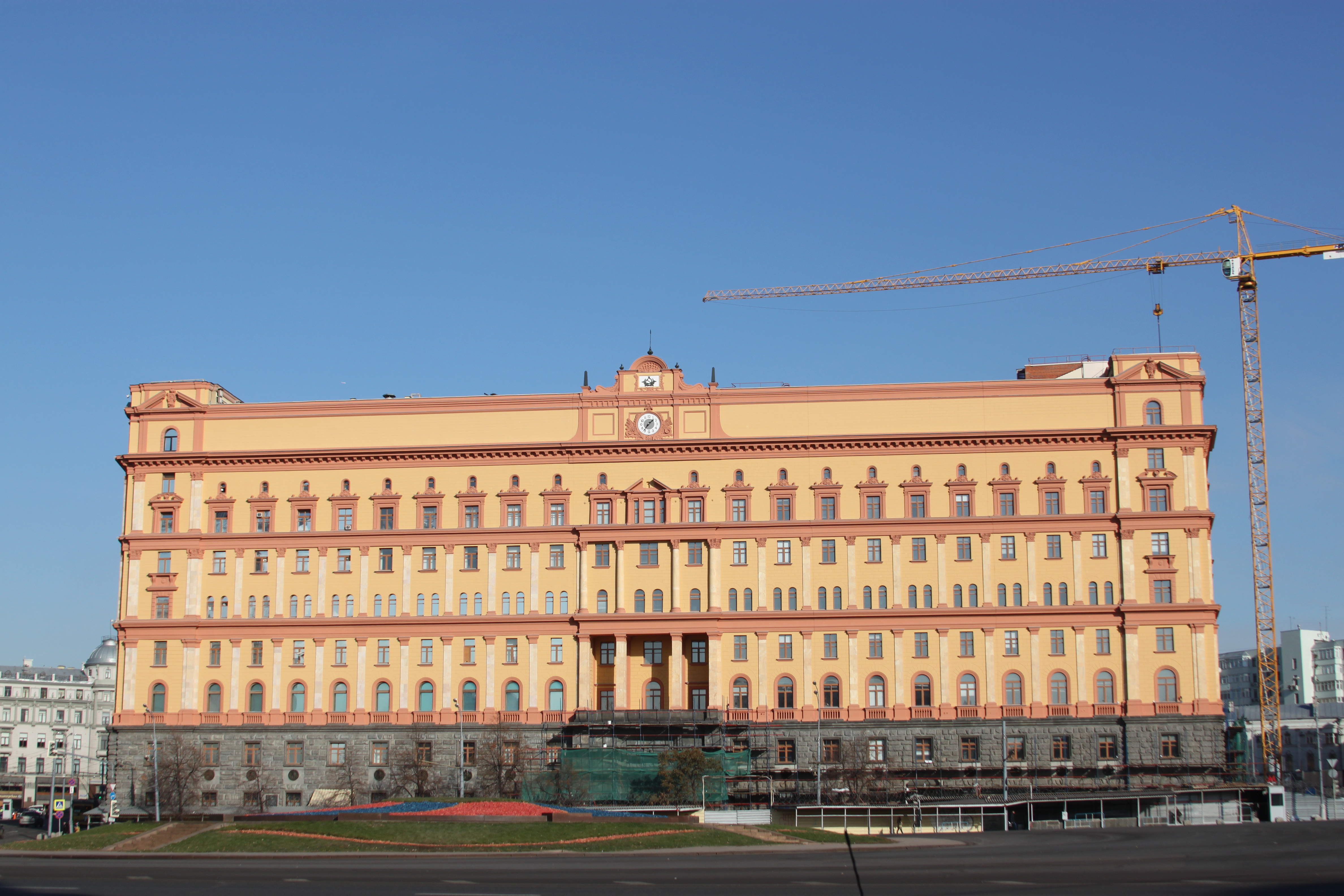
Ansicht 2014

Die Lubjanka (russisch Лубянка Ausspracheⓘ) ist der inoffizielle Name eines am gleichnamigen Platz in Moskau gelegenen Gebäudes. Von 1920 bis 1991 war es das Hauptquartier, das zentrale Gefängnis und das Archiv des sowjetischen Geheimdienstes in Moskau. Heute beherbergt die Lubjanka den russischen Inlandsgeheimdienst FSB.
Außerdem ist Lubjanka der Name eines U-Bahnhofes der Metro Moskau auf der Sokolnitscheskaja-Linie. Die Zugänge zu diesem U-Bahnhof befinden sich direkt gegenüber dem Gebäude des FSB.

## Baugeschichte

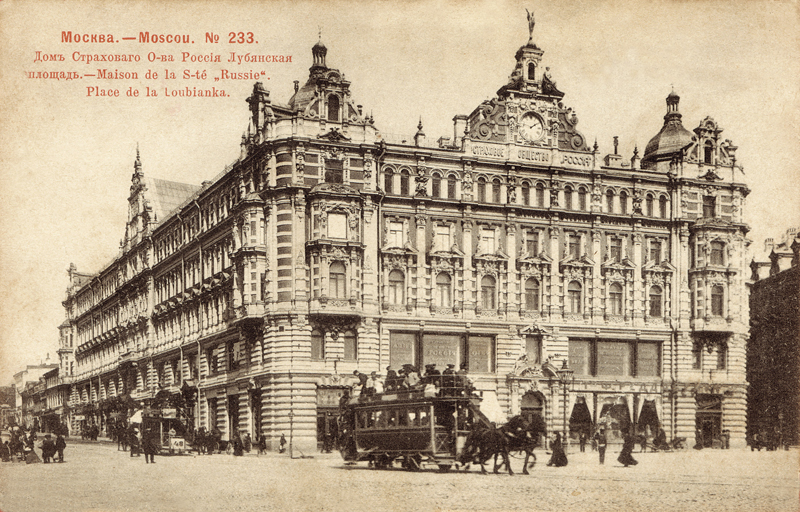
Gebäude der Allgemeinen Russischen Versicherungsgesellschaft

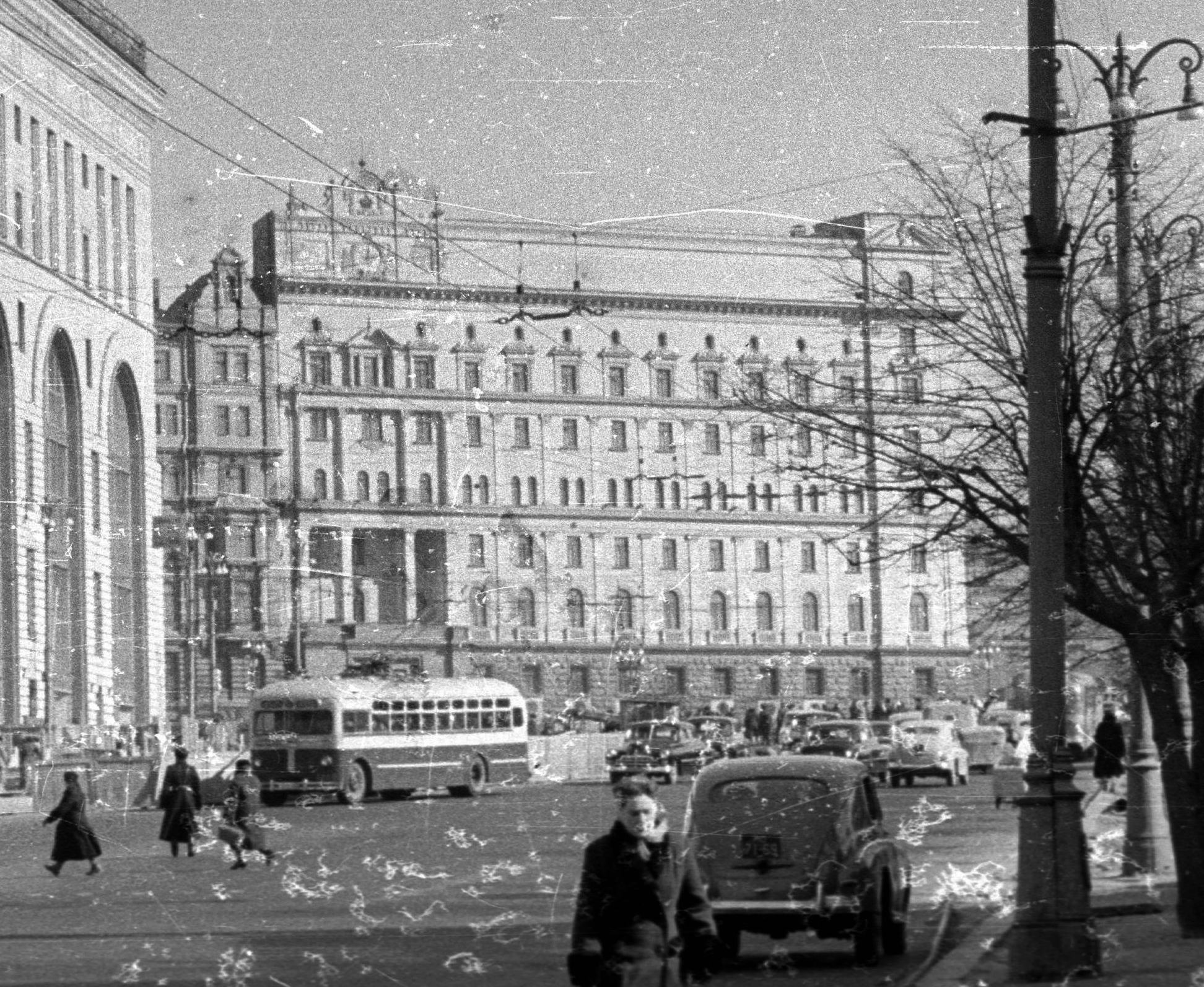
Links das Detski Mir Zentralkaufhaus, im Hintergrund das bereits aufgestockte alte Gebäude der Allgemeinen Russischen Versicherungsgesellschaft im Historismus mit dem bereits fertig gestellten rechten Flügel der Lubjanka im Stil der Neorenaissance

Das Gebäude wurde in den Jahren 1897/98 als Verwaltungsgebäude der Allgemeinen Russischen Versicherungsgesellschaft durch den russischen Architekten Aleksandr Wassilijewitsch Iwanow erbaut. Der Architekt Alexei Wiktorowitsch Schtschussew leitete in den Jahren 1940 bis 1947 einen durch den Zweiten Weltkrieg verzögerten Umbau. Dieser Neorenaissance-Bau umfasste jedoch nur den linken Bauteil. Nach den Plänen von Schtschussew wurde in der Amtszeit von Juri Andropow der rechte, aus dem 19. Jahrhundert stammende Bauteil aufgestockt und dem linken Bauteil angepasst. Somit wurde bis zum Jahre 1983 eine optische Harmonie der Fassade hergestellt.

## Nutzung ab 1917
Nach der Oktoberrevolution wurde es von Geheimdienstgründer Felix Dserschinski für seine Zentrale beschlagnahmt. Alle seine Nachfolger und ihr Apparat residierten ebenfalls dort. Die Geheimdienstchefs Jeschow und Beria organisierten von ihrem Büro in der dritten Etage der Lubjanka aus die Stalinschen Säuberungen und die vermeintliche Aufdeckung der „Ärzteverschwörung“ gegen die russisch-jüdische Elite. 1972 wurde dem Geheimdienst das Haus zu klein und die Abteilung für Auslandsaufklärung zog in einen Neubau in Jassenewo im Südwesten Moskaus. Das Rechenzentrum des FSB (russischer Bundes-Geheimdienst) wurde in den 1990er Jahren in einem Gebäude unmittelbar neben der Lubjanka eingerichtet.
Nach dem Zerfall der Sowjetunion und der damit verbundenen Auflösung des KGB wurde die Lubjanka das Hauptquartier der Grenztruppen Russlands und beherbergte ein Direktorat des neuen Geheimdienstes FSB. Unter Leitung von FSB-Chef Wladimir Putin wurde die Lubjanka 1998 reorganisiert. Er errichtete den Geheimdienstmitarbeitern eine eigene russisch-orthodoxe Kapelle nahe dem Gebäude.
Umgangssprachlich wird der Begriff Lubjanka in Russland auch als Synonym für Unterdrückungsmaßnahmen jeglicher geheimer Regierungsdienststellen verwendet, insbesondere wenn zum Ausdruck gebracht werden soll, eine Person sei heimlich verhaftet worden und seither verschwunden.

## Gefängnis
Die Lubjanka verfügt über ausgedehnte Zellentrakte für politische Gefangene. In den Kellerräumen wurden seit 1920 mehrere hunderttausend Menschen verhört und gefoltert. Es war üblich, sie Tag und Nacht nicht schlafen zu lassen. Im Verhör wurden sie beleidigt, verprügelt und mit weiteren Folterungen bedroht. Wer sich weigerte, das Gewünschte auszusagen, wurde im Kerker in einschnürende Handschellen gelegt.
Viele Gefangene starben durch Suizid, viele wurden nach Prozessen ohne Verteidiger in den Kellern der Lubjanka erschossen oder erhängt. Oft wurde auch ohne Prozess exekutiert: Als im Dezember 1941 in der Schlacht um Moskau die Besetzung der Stadt durch die deutsche Wehrmacht drohte, wurden rund 300 inhaftierte, hochrangige sowjetische Offiziere und andere Gefangene, vermutlich auch der KPD-Mitbegründer Hugo Eberlein, in der Lubjanka erschossen, weil es an Transportmitteln für die Evakuierung des Gefängnisses fehlte. Die Keller dämpften alle Geräusche. In sowjetischer Zeit entstand der Witz: „Was ist das höchste Gebäude der Welt? Lubjanka, von dort aus kann man Sibirien sehen.“, als Hinweis auf die Verbannung aus dem Gefängnis in ein sibirisches Gulag.
Die für Hinrichtungen in der Oblast Moskau zuständige Verwaltungseinheit des NKWD, die so genannte Kommandantura, hatte ihren Sitz gleich in der Lubjanka. Sie war nicht nur für Exekutionen in den Kellern des Gebäudes, sondern auch im Butyrka-Gefängnis und auf dem Erschießungsplatz in Butowo zuständig. Vorsitzender der Kommendantura war Generalmajor Wassili Michailowitsch Blochin.
Das Gefängnis in der Lubjanka blieb nach dem Zerfall der Sowjetunion 1991 in Betrieb.

## Archiv

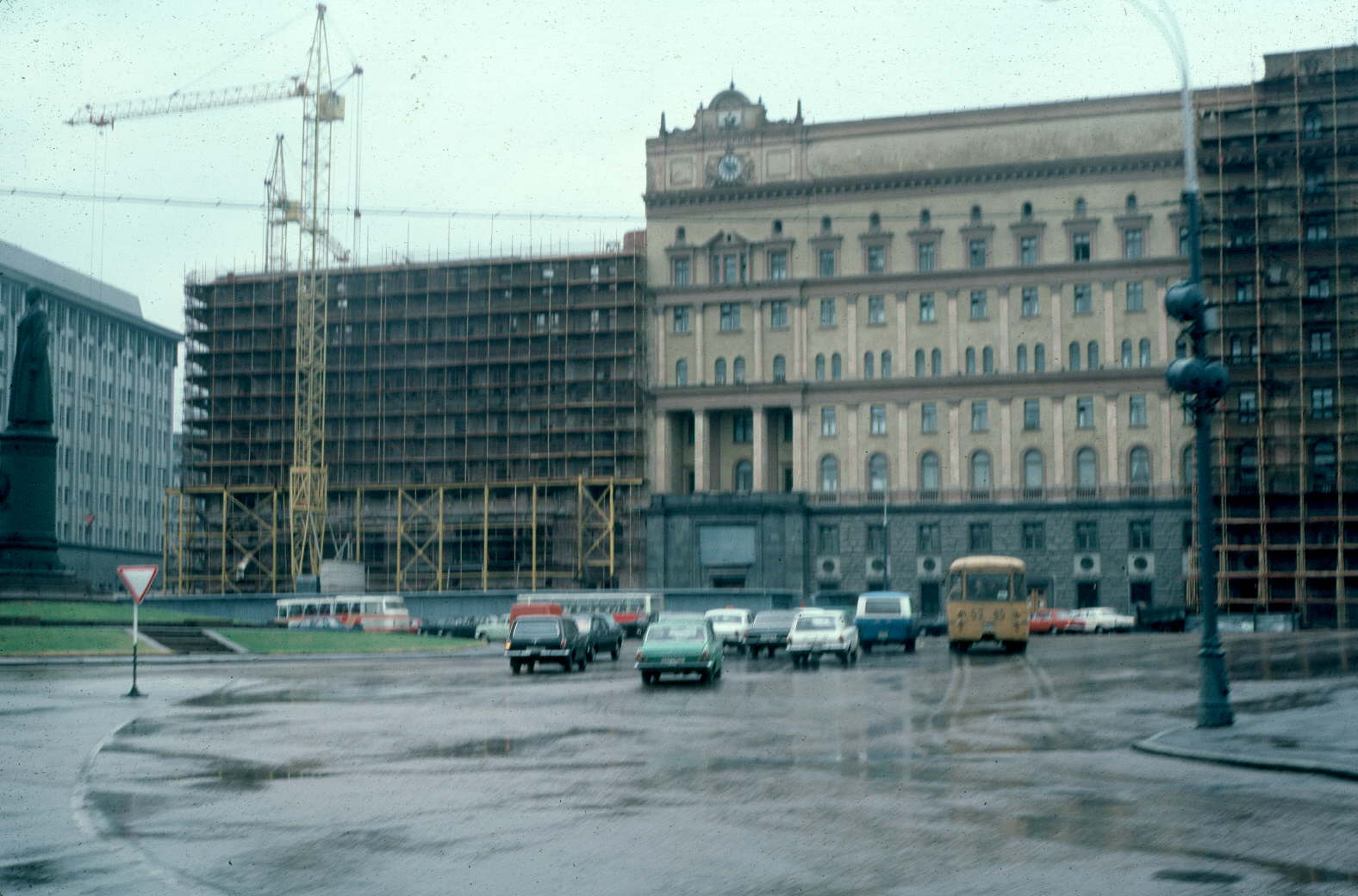
Umbau 1983, links das Denkmal

In der Lubjanka lagert das für die Öffentlichkeit verschlossene Archiv des sowjetischen Geheimdienstes. In großen Tresoren werden Karteien mit den Namen von 50 bis 55 Millionen Personen aufbewahrt. Große Teile der Bestände sollen jedoch nicht mehr existieren: Beim Vormarsch der deutschen Wehrmacht auf Moskau sollen im Oktober 1941 die Unterlagen der WeTscheKa-GPU-NKWD in der Lubjanka verbrannt worden sein. Das Archiv des MGB-MWD soll 1953 ebenfalls vernichtet worden sein. Unversehrt blieb die Bibliothek, die in der Sowjetunion verbotene Literatur bereithielt. Solschenizyn fand dort Bücher von Dos Passos, Jessenin und Pasternak.
1984 wurde in dem Gebäude ein Geheimdienst-Museum eingerichtet, das die „Heldentaten“ der Auslandsaufklärung dokumentiert.

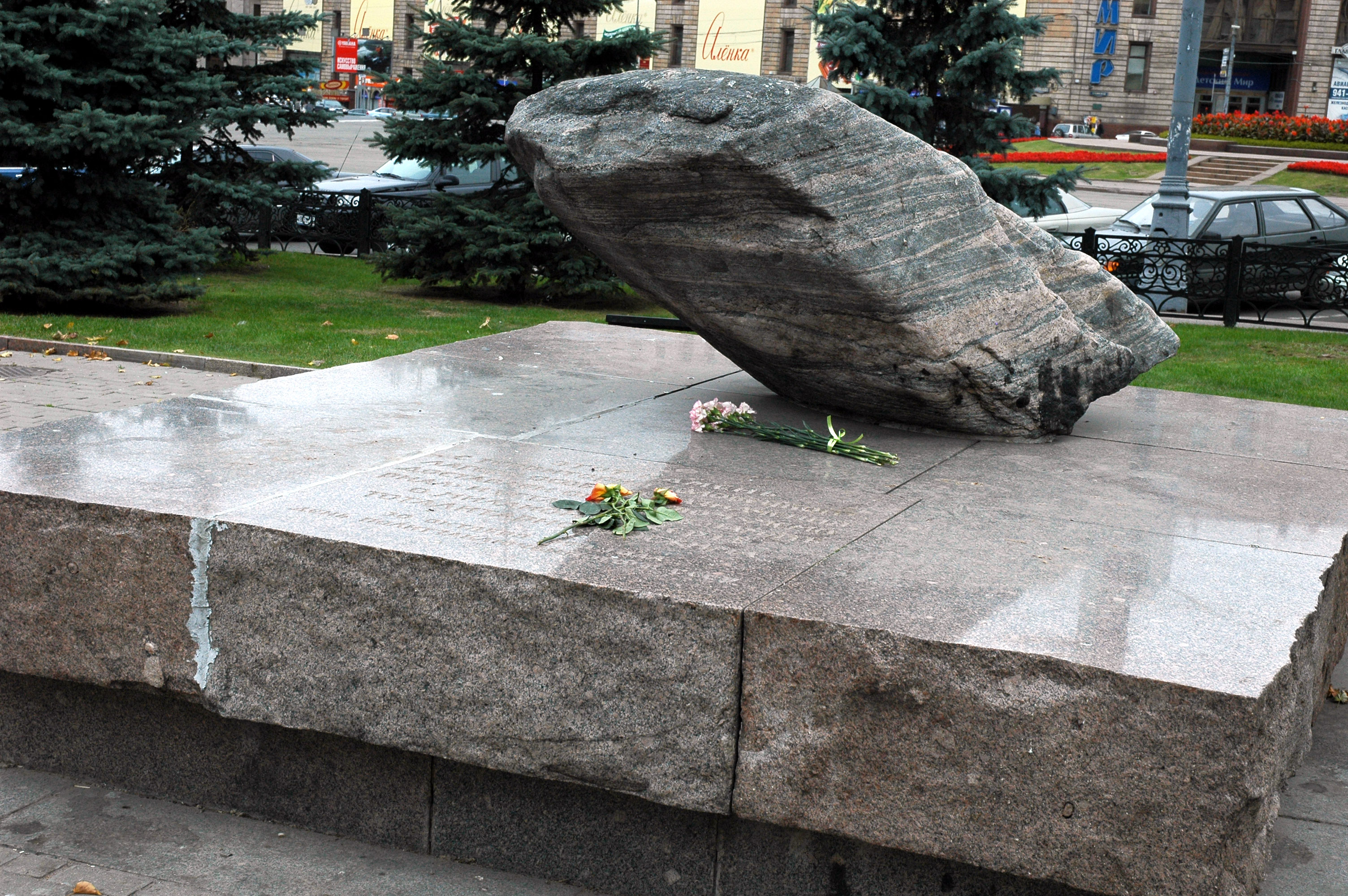
Findling von den Solowezki-Inseln, einer Keimzelle des Gulag, zum Gedenken an die Opfer politischer Unterdrückung in der Sowjetunion

Ursprünglich stand auf einer Erhöhung auf dem Platz vor dem Gebäude ein Denkmal für den Gründer und Leiter (1917–1926) des KGB-Vorläufers Tscheka, Felix Edmundowitsch Dserschinski. Er war nach Ansicht vieler Historiker ein Inbegriff für willkürlichen Terror der Sicherheitsorgane und Unterdrückung der Bevölkerung. Als im Augustputsch 1991 konservative kommunistische Kräfte mit ihrem Versuch einer Restauration der alten Sowjetverhältnisse scheiterten, wurde die Statue unter dem Jubel der Bevölkerung entfernt. Im Oktober 1990 errichtete die Menschenrechtsorganisation Memorial in Sichtweite der Lubjanka ein Denkmal für die Opfer des Stalinismus.

## Politische Gefangene in der Lubjanka

Der Deutsche Walter Linse in der Lubjanka

- Władysław Anders, polnischer General (1939)
- Isaak Babel, russischer Schriftsteller (1939)
- Salomon Bregman, stellvertretender Minister der RSFSR (1952)
- Margarete Buber-Neumann, Ehefrau des KPD-Politbüromitglieds Heinz Neumann (1938)
- Wladimir Bukowski, russischer Dissident (1963)
- Walter Ciszek, polnisch-amerikanischer Jesuiten-Priester (1941)
- Walter Diettbender, deutscher Komintern-Sekretär
- Alexander Dolgun, US-amerikanischer Schüler (1948)
- János Esterházy, ungarischer Politiker (1945)
- Sergei Iwanowitsch Kawtaradse, Vize-Generalstaatsanwalt der UdSSR (1936)
- Nikolai Krestinski, Sekretär des Zentralkomitees und Politbüromitglied der KPdSU
- Aino Kuusinen, Mitarbeiterin der Komintern und Agentin des militärischen Nachrichtendiensts (1938)
- Vilmos Langfelder, Chauffeur Raoul Wallenbergs (1945)
- Walter Linse, deutscher Jurist (1953)
- Georg Lukács, ungarischer Literaturkritiker und Philosoph (1941)
- Ossip Mandelstam, russischer Dichter (1934)
- John R. McKone, US-Soldat (1960)
- Zenzl Mühsam, Witwe des Dichters Erich Mühsam
- Carola Neher, deutsche Schauspielerin (1936)
- Heinz Neumann, Politbüromitglied der KPD (1937)
- Freeman B. Olmstead, US-Soldat (1960)
- Karl Radek, Sekretär der Dritten Internationale (1937)
- Sidney Reilly, russischstämmiger Spion (1925)
- Eddie Rosner, deutscher Bandleader und Jazztrompeter (1946)
- Alexander Solschenizyn, russischer Schriftsteller (1945)
- Lina Stern, Mitglied der Sowjetischen Akademie der Wissenschaften (1952)
- Leopold Trepper, Chef der Roten Kapelle (1945)
- Raoul Wallenberg, schwedischer Diplomat (1945)

## Politische Exekutionen in der Lubjanka
- David Bergelson, jiddischer Schriftsteller (1952)
- Jan Bersin, Chef des Militärischen Nachrichtendienstes der UdSSR (1938)
- Nikolai Bucharin, Chefredakteur der Prawda (1938)
- Hugo Eberlein, Mitbegründer des Spartakusbundes und der KPD (1941)
- Arno Esch, deutscher Liberaler (1951)
- Itzik Feffer, jiddischer Dichter (1952)
- David Hofstein, russischer Schriftsteller (1952)
- Lew Borissowitsch Kamenew, Mitglied des Politbüros der KPdSU (1936)
- Leib Kwitko, jiddischer Schriftsteller (1952)
- Salomon Losowski, stellvertretender Außenminister der Sowjetunion (1952)
- Perez Markisch, jiddischer Schriftsteller (1952)
- Martin Mutschmann, NSDAP-Gauleiter von Sachsen (1947)
- Kurt Otto Nixdorf, Redakteur der Moskauer Rundschau (1937)
- Alexei Rykow, sowjetischer Premierminister (1938)
- Grigori Jewsejewitsch Sinowjew, Mitglied des Politbüros der KPdSU (1936)
- Boris Schimeliowitsch, stellvertretender Krankenhausdirektor (1952)
- Benjamin Suskin, Direktor des Jüdischen Theaters Moskau (1952)
- Andrei Andrejewitsch Wlassow, sowjetischer Generalleutnant, ROA-Kommandeur (1946)